# Vinohradská 12
Vinohradská 12 je zpravodajský podcast Českého rozhlasu, jeden z nejposlouchanějších českých podcastů. Zaměřuje se na domácí i zahraniční aktuální politická témata a společenské fenomény. Vychází denně od pondělí do pátku, trvání jednotlivých dílů je necelých 30 minut. Podcast vznikl v dubnu 2019, jeho tvůrkyní je rozhlasová novinářka Lenka Kabrhelová, která jej v letech 2019 až 2022 též moderovala. Od března 2022 se moderátorem stal Matěj Skalický.

## Charakteristika
Název podcastu odkazuje na adresu pražského sídla Českého rozhlasu. Jednotlivé díly trvají necelých 30 minut; jádrem je rozhovor moderátorky Lenky Kabrhelové (výjimečně jiného moderátora) s profilovým hostem (novináři iROZHLASu i jiných médií, komentátoři, analytici nevládních organizací), který je prokládán útržky z už odvysílaných pořadů Českého rozhlasu, případně jiných médií, včetně anglickojazyčných. Na webové stránce podcastu jsou dostupné rovněž přepisy jednotlivých dílů.
Jedná se o nejvýznamnější český zpravodajský podcast; za rok 2019 dosáhl přibližně 3 miliony stažení, tento počet se v 2020 přibližně ztrojnásobil na 9 milionů stažení. V roce 2020 se umístil v soutěži Podcast roku v kategorii Veřejnoprávní podcast na 1. místě; první příčku obsadil rovněž v hodnocení odborné poroty. Vítězství v kategorii veřejnoprávních podcastů obhájila Vinohradská 12 také v roce 2021.
V lednu 2022 Lenka Kabrhelová oznámila, že se svým týmem (sounddesigner Martin Hůla, editor Pavel Vondra a producentka Barbora Sochorová) od jara téhož roku přechází pod Seznam Zprávy. Poslední díl Vinohradské 12, který moderovala, byl odvysílán 1. března 2022. Jejím nástupcem se stal Matěj Skalický. První díl podcastu, který moderoval on, byl odvysílán 7. března 2022.